# Funktionspsychosen
Funktionspsychosen ist eine Sammelbezeichnung für rückbildungsfähige, körperlich begründbare psychische Störungen, bei denen nur die Funktion betroffen ist. Es handelt sich dabei nicht um sogenannte Defektsyndrome. Durch den Begriff Funktionspsychosen soll betont werden, dass fundamentale Funktionen des Gehirns nur vorübergehend außer Kraft gesetzt sind, die für das ungestörte Bewusstsein maßgeblich sind. Es handelt sich also um reversible Bewusstseinsstörungen.
Der Erstbeschreiber Hans Heinrich Wieck (1918–1980) rechnete zu den Funktionspsychosen die Durchgangssyndrome, die Bewusstseinstrübung und die übrigen krankhaften quantitativen Bewusstseinsstörungen. Ähnlich wie die Begriffsbildungen des Durchgangssyndroms und des akuten exogenen Reaktionstypus diente die Begrifflichkeit der Funktionspsychosen vor allem zur Abgrenzung der akuten exogenen Psychosen von den endogenen Psychosen, die als dauerhaft körperlich begründbar galten, und war daher ein Grundbegriff für die klassische deutsche Psychiatrie. Sie war bedeutsam zur Aufstellung des triadischen Systems der Psychiatrie.(a)

## Schweregrade der Funktionspsychosen
Die Schweregrade von Funktionspsychosen können nach Wieck durch psychometrische Tests bestimmt werden.(a) Eine solche Bestimmung des Schweregrads kann etwa mit Hilfe des Böcker-Tests durchgeführt werden.(b) Quantifizierung ist das Ziel aller Selbstberichtsverfahren. Periodisch bzw. phasenhaft auftretende Krankheitsbilder wie etwa die Depression können nach Wieck als depressiv getönte Durchgangssyndrome bezeichnet werden. Diese wertet er als leicht bis mittelschwer, insbesondere weil eine Bewusstseinstrübung fehlt. Durch die Bewusstseinstrübung sind schwere Durchgangssyndrome charakterisiert. Diese Unterscheidung nach Schweregraden klinischer Störungen ordnete Wieck methodisch als der Psychopathometrie zugängliche Symptomatik zu. Die Psychopathometrie sei von anderen psychometrischen Testverfahren abzugrenzen, wie etwa Tests zur Feststellung von Persönlichkeitsmerkmalen, z. B. des HAWIE-Tests. Wieck hält die Elementarsymptomatik der Funktionspsychosen für eine Minderung fundamentaler seelisch-geistiger Funktionen. Die Elementarsymptomatik sei bei verschiedenen Krankheitsbildern von besonderen Ausgestaltungen zu unterscheiden, bei denen sich u. a. biographische Faktoren oder produktive Symptome wie katathymes Wahnerleben bemerkbar machen und so das Krankheitsbild komplizieren. Die Einschätzung der Schwere der Minderung seelisch-geistiger Funktionen mache eine dem Patienten zugewandte Einstellung des Arztes erforderlich. Faktorenanalyse, die nur auf das Symptom bezogen ist, reiche dazu nicht aus. Erst die Quantifizierung habe das syndromdynamische Grundschema der Funktionspsychosen aufgedeckt.(b)

## Abgrenzung von funktionellen Syndromen
Während funktionelle Syndrome sowohl psychogene als auch körperlich begründbare psychische Störungen umfassen, ist die Gruppe der Funktionspsychosen auf körperlich begründbare Störungen begrenzt, die konzeptuell allerdings nicht in erster Linie in anatomisch-struktureller Hinsicht zu verstehen sind, sondern eher in physiologisch-funktionellen Zusammenhängen. Damit wird ein Gegensatz zu dem Krankheitskonzept der endogenen Psychosen aufgestellt. Als Synonym kommt ggf. die Bezeichnung Somatoforme Störung in Frage, da es sich hierbei um eine nur scheinbar somatische Störung handelt.

## Fragestellungen
Die aufgrund des Rosenhan-Experiments z. B. aufgeworfene Frage nach dem zu häufig und vorschnell als pathologisch bewerteten Charakter von Halluzinationen könnte eine Erklärung in den wenig bekannten cerebralen Funktionsabläufen finden, von denen Halluzinationen hervorgerufen werden. So etwa wären hypnagoge Halluzinationen oder Halluzinationen bei Schlafentzug als physiologisch begründbare Symptomatik aufzufassen, die somit durch eine physiologisch begründbare periodische Herabsetzung der Aufmerksamkeit bzw. der Bewusstseinshelligkeit hervorgerufen sind. Auch die Bewertung der überwiegend bildhaften Traumelemente als optische Halluzination spielt hier eine Rolle. – Darüber hinaus hat der Autor Christoph Türcke das Auftreten von Halluzinationen in den Sinnzusammenhang des psychogentischen Grundgesetzes gestellt. Die Entwicklung des Bewusstseins im Verlauf der Menschheitsentwicklung sei mit dem Auftreten von Halluzinationen als notwendigem und sinnvollem Entwicklungsschritt verbunden. Das Auftreten von Halluzinationen im Traum könne daher auf eine Reaktivierung archaischer Entwicklungsstufen zurückgeführt werden, die im Schlaf regelmäßig und periodisch auftritt.
Es fragt sich, ob die Syndromdynamik Wiecks der organo-dynamischen Theorie von Henri Ey (1900–1977) entspricht. Auch nach dieser Theorie geht die bei einer Minussymptomatik feststellbare Minderung seelisch-geistiger Funktionen nicht notwendig mit einer körperlich fassbaren Defektsymptomatik einher.
In ähnlicher Weise wird bei der Feldtheorie wie sie u. a. Kurt Lewin (1890–1947) vertreten hat, das Hauptaugenmerk nicht auf anatomisch-strukturelle oder formal-inhaltliche Bestimmungen der Symptome gelegt, insbesondere auf Definition von Halluzinationen, sondern auf das psycho-physische Korrelat. Dieses Korrelat ist anzusehen als die Funktion der entsprechenden psychischen Instanzen anstelle von objektivistischer Betrachtung. Damit wird der galileische Forschungsweg, anstatt eines aristotelischen Ansatzes betont.
Der Begriff der Fundamental-Funktion und damit der Elementarsymptomatik nach Wieck erscheinen daseinsphilosophisch geprägt, insofern als damit diejenigen Funktionen des Gehirns gemeint sind, die eine körperliche Daseinsbedingung des seelischen Seins vermitteln.(c) Auch Jean-Paul Sartre (1905–1980) bezieht sich auf Kurt Lewin und seine Hodologie, indem er die menschliche Eigenwelt beschreibt.